# Karl Gustav Lerche
Karl Gustav Lerche, auch Karl-Gustav Lerche (* 28. Februar 1912 in Mühlhausen; † 5. Mai 1991 in Bad Reichenhall) war ein deutscher Journalist, Propagandist der SS und verurteilter Kriegsverbrecher.

## Leben
Lerche absolvierte eine Ausbildung zum Elektroniker, ehe er in die Hitlerjugend eintrat und sich als Autor im nationalsozialistischen Umfeld betätigte. Zum 1. April 1930 trat er in die NSDAP ein (Mitgliedsnummer 232.388) und wurde Schriftführer der HJ in Weimar. Im Propagandaamt des Reichsjugendführers war er später Abteilungsleiter in der Abteilung Schriften- und Verlagswesen. In dieser Position sollte er auch als Verbindungsmann zu den Verlagen für Propagandamittel fungieren. 1934 heiratete er. Seit 1939 war er Produktionsassistent der UFA. Als Mitglied einer Propagandakompanie begleitete er als Kriegsberichterstatter u. a. die Leibstandarte SS Adolf Hitler im Westfeldzug. 1940 erschien im Eher-Verlag seine Schrift Vom Pimpf zum Flieger. Danach folgten Einsätze an der Ostfront, in Italien und schließlich an der Westfront. Er erreichte den Rang eines SS-Oberscharführers. Im September 1944 war er mit der Einheit Skorpion-West der SS-Standarte Kurt Eggers während der Operation Market Garden in Arnhem eingesetzt. Bei einem Trinkgelage in der Unterkunft seiner Einheit erschoss er den britischen Militärarzt Captain Brian Brownscombe. Dieser war bei seinem Einsatz mit der 181 Airlanding Field Ambulance in Gefangenschaft geraten, half dann in einem Gefangenenlazarett und war von dem dänischen SS-Unterscharführer Knud Flemming Helweg-Larsen in das Quartier der Deutschen eingeladen worden.
Lerche wurde für dieses Verbrechen anschließend nicht zur Rechenschaft gezogen und tauchte nach Kriegsende als Günther Breede in München unter. Zeitweise konnte er sich als ehemaliger Soldat der Wehrmacht ausgeben und diente bei der Britischen Armee als Fahrer. Nach der Trennung von seiner Ehefrau ging er ein Verhältnis mit Charlotte Bormann, einer Ex-Frau eines Neffen von Martin Bormann, ein. 1952 meldete sie ihn schließlich als Kriegsverbrecher der Polizei. Lerche wurde verhaftet und gab bei seiner Gerichtsverhandlung am Landgericht München I an, Brownscombe auf den Befehl eines unbekannten Obersturmführers der Feldgendarmerie erschossen zu haben. Am 16. Dezember 1955 wurde er zu 10 Jahren Haft verurteilt. Am 25. Februar 1960 wurde er aus dem Gefängnis entlassen.